# Episodi di Dani's Castle (prima stagione)
La prima stagione della serie televisiva Dani's Castle, composta da 13 episodi, è stata trasmessa nel Regno Unito sui canali CBBC Channel e ABC3 dal 17 gennaio 2013 al 18 aprile 2013.
| nº | Titolo originale       | Titolo italiano | Trasmissione originale | Trasmissione Italia |
| -- | ---------------------- | --------------- | ---------------------- | ------------------- |
| 1  | The Castle             |                 | 17 gennaio 2013        | Inedito             |
| 2  | City Boy               |                 | 24 gennaio 2013        | Inedito             |
| 3  | Ghost Tour             |                 | 31 gennaio 2013        | Inedito             |
| 4  | 21st Century Boy       |                 | 7 febbraio 2013        | Inedito             |
| 5  | The Lying Game         |                 | 14 febbraio 2013       | Inedito             |
| 6  | Treasure Hun           |                 | 21 febbraio 2013       | Inedito             |
| 7  | Bogmoor Rocks          |                 | 28 febbraio 2013       | Inedito             |
| 8  | Dark and Stormy Night  |                 | 7 marzo 2013           | Inedito             |
| 9  | Witch World            |                 | 21 marzo 2013          | Inedito             |
| 10 | Bogmoor Birthday       |                 | 28 marzo 2013          | Inedito             |
| 11 | Communication Problems |                 | 4 aprile 2013          | Inedito             |
| 12 | Aunt Majorie           |                 | 11 aprile 2013         | Inedito             |
| 13 | Rich                   |                 | 18 aprile 2013         | Inedito             |